# Sielsowiet Dworzec (obwód brzeski)
Sielsowiet Dworzec (biał. Дварэцкі сельсавет; ros. Дворецкий сельсовет) – sielsowiet na Białorusi, w obwodzie brzeskim, w rejonie łuninieckim, z siedzibą w Dworcu. Od zachodu graniczy z Łunińcem.
Według spisu z 2009 sielsowiet Dworzec zamieszkiwało 6324 osób, w tym 6255 Białorusinów (98,91%), 37 Rosjan (0,59%), 17 Ormian (0,27%), 6 Ukraińców (0,09%), 2 Polaków (0,03%), 2 Azerów (0,03%), 2 osoby innych narodowości i 3 osoby, które nie podały żadnej narodowości.

## Miejscowości
- agromiasteczka:
  - Dworzec
  - Lubaczyn
- wsie:
  - Borki
  - Dziatły
  - Jawarowa
  - Jazówka
  - Jaźwinki
  - Jeziernica
  - Kupauszczyna
  - Lubożerdzie
  - Łodzina
  - Pole
  - Rokitno
  - Siarodborje
  - Sosnówka (hist. Żórawin)
  - Ureczcza
  - Wiczyn